# Бук (Гомельский район)
Бук (бел. Бук) — посёлок в Азделинском сельсовете Гомельского района Гомельской области Беларуси.

## География

### Расположение
В 13 км на северо-запад от Гомеля, 6 км от железнодорожной станции Лазурная (на линии Жлобин — Гомель).

### Гидрография
На востоке и юге мелиоративные каналы соединённые с рекой Беличанка (приток реки Уза).

## Транспортная сеть
Транспортные связи по просёлочной, затем автомобильной дороге Роги — Большевик и шоссе Довск — Гомель. Планировка состоит из короткой прямолинейной, почти меридиональной улицы. Застройка деревянная усадебного типа.

## История
Основан в начале 1920-х годов переселенцами из соседних деревень на бывших помещичьих землях. В 1926 году в Уваровичском районе Гомельского округа В 1931 году жители вступили в колхоз. В 1959 году в составе колхоза «Красный маяк» (центр — деревня Роги).

## Население

### Численность
- 2004 год — 6 хозяйств, 7 жителей.

### Динамика
- 1926 год — 6 дворов, 38 жителей.
- 1959 год — 82 жителя (согласно переписи).
- 2004 год — 6 хозяйств, 7 жителей.